# Ludwig von Knebel Doeberitz
Leopold Philipp Heinrich Wilhelm Ludwig von Knebel Doeberitz (* 5. August 1844 in Stettin, Pommern; † 25. Februar 1900 auf Gut Zülshagen, Landkreis Dramburg, Provinz Pommern) war ein deutscher Gutsbesitzer und preußischer Politiker.

## Familie

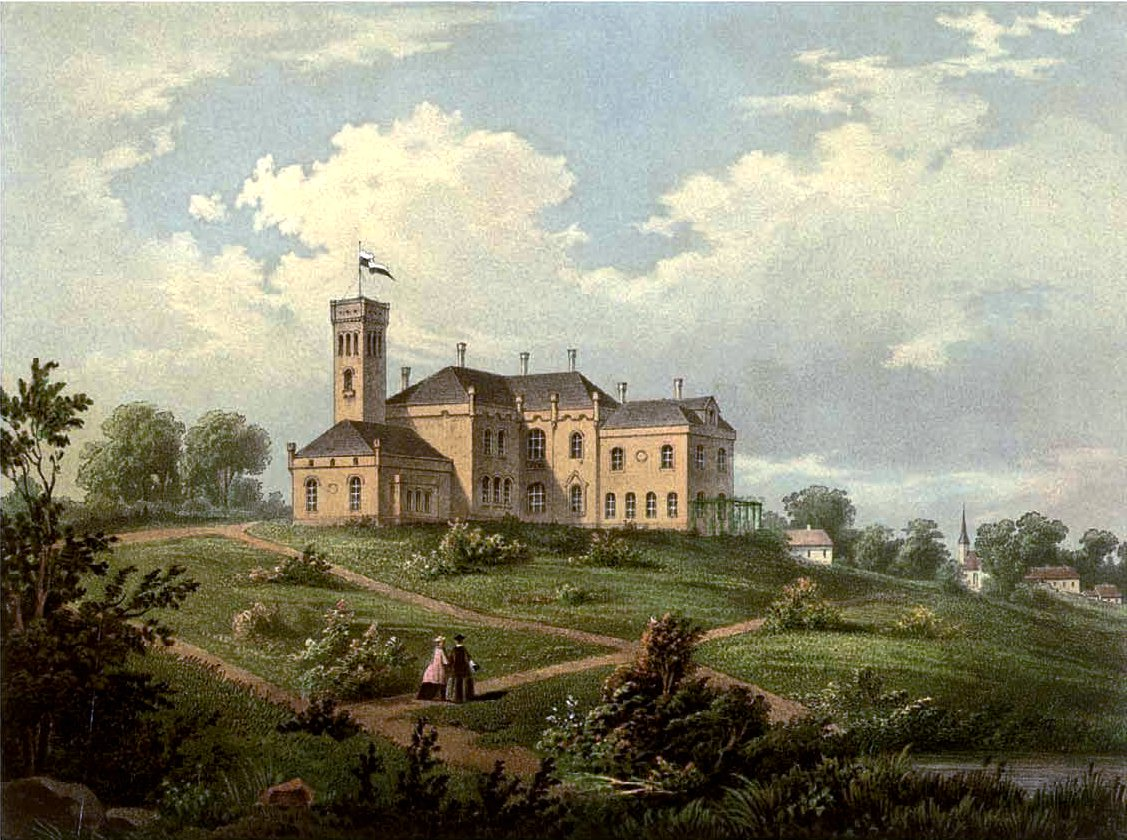
Gut Zülshagen um 1862/63, Sammlung Alexander Duncker

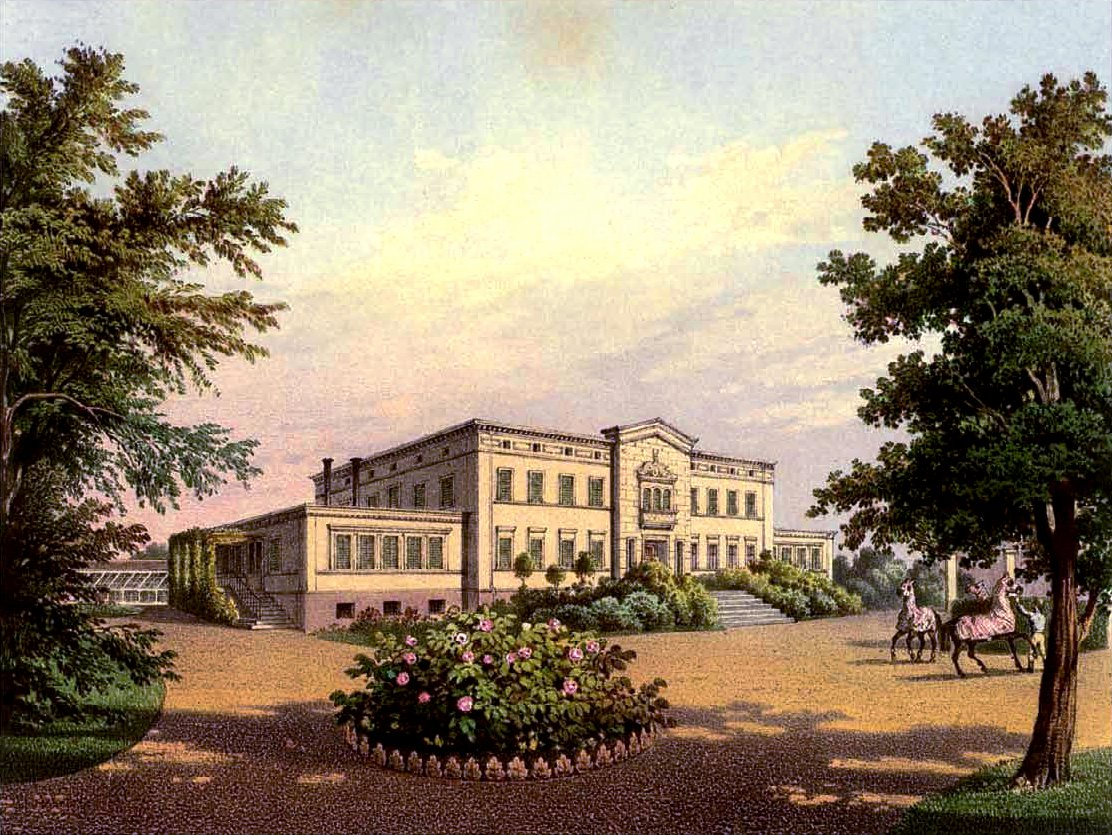
Gut Gäbersdorf um 1862/63, Sammlung Alexander Duncker

Ludwig von Knebel Doeberitz entstammte einer fränkischen Familie, die am 3. Juli 1581 in Nürnberg einen hofpfalzgräflichen Wappenbrief erhielt, er war der Sohn des königlich preußischen Regierungsrats und Landrats Georg von Knebel Doeberitz (1810–1880), Gutsherr auf Zülshagen und Dalow, und der Adelheid von Wedel (1823–1903).
Sein Urgroßvater Georg Knebel, markgräflich brandenburg-ansbachischer Geheimrat, war am 4. Dezember 1756 in Berlin mit Wappenbestätigung in den preußischen Adelsstand erhoben worden und sein Großvater Ludwig von Knebel (1783–1840), Gutsbesitzer und Kreisdeputierter, hatte am 15. Oktober 1806 in Berlin die Erlaubnis zur preußischen Namen- und Wappenvereinigung mit Namensführung „von Knebel Doeberitz“ erhalten.
Seine Schulzeit beendete er auf der Klosterschule in Rossleben, studierte dann Jura in Bonn, Militärkarriere beim 2. Garde-Ulanen-Regiment in Berlin.
Knebel Doeberitz heiratete am 7. Juli 1880 auf Gut Gäbersdorf Helene von Kramsta (* 16. Juni 1856 auf Gut Gäbersdorf; † 4. Juli 1928 auf Gut Groß-Grünow, Landkreis Dramburg), die Tochter des Gutsbesitzers Emil von Kramsta, Gutsherr auf Gut Gäbersdorf, und der Pauline Fähndrich. Helene, selbst früh Erbin auf Gäbersdorf, führte als Witwe noch einige Jahre erfolgreich die Gutsgeschäfte, dann erwarben es die Freiherren von Richthofen zurück.
Er war der Cousin des Ritterschaftsrats Gebhard von Knebel Doeberitz (1848–1921).

## Leben
Knebel Doeberitz war zuletzt königlich preußischer Major und Gutsherr auf Zülshagen. Er war wie schon sein Vater Mitglied des Preußischen Herrenhauses und vertrat dort die Landkreise Dramburg, Saatzig und Schivelbein.